# آنا باريشنيكوف
آنا باريشنيكوف (بالإنجليزية: Anna Baryshnikov)‏ هي ممثلة أمريكية، ولدت في 22 مايو 1992.

## وصلات خارجية
- آنا باريشنيكوف على موقع IMDb (الإنجليزية)
- آنا باريشنيكوف على موقع قاعدة بيانات برودواي على الإنترنت (الإنجليزية)
- آنا باريشنيكوف على موقع قاعدة بيانات الفيلم (الإنجليزية)